# Barbus niokoloensis
Barbus niokoloensis är en fiskart som beskrevs av Daget, 1959. Barbus niokoloensis ingår i släktet Barbus och familjen karpfiskar. IUCN kategoriserar arten globalt som sårbar. Inga underarter finns listade.